# Hushang Hatam
Hushang Hatam (en persa: هوشنگ حاتم‎; 1918 - 1980) fue un general iraní y Jefe Adjunto del Estado Mayor del Ejército Imperial de Irán.

## Temprana edad y educación
Hushang Hatam Nació en Rasht en 1918 se graduó de la Universidad de Comando y Estado Mayor de AJA

## su posición
Hatam comenzó su servicio con el grado de segundo teniente de artillería en el ejército y en 1955, tras obtener el grado de segundo coronel
Durante su servicio, fue designado para puestos como: Comandante de Artillería de la Primera División de la Guardia, Comandante del Centro de Entrenamiento de Artillería de Isfahán, Comandante del Cuerpo Shiraz y Comandante Adjunto del Cuartel General del Ejército en 1978.
Hushang Hatam, el comandante en jefe adjunto, pidió al ejército que emitiera una declaración neutral en la última reunión del cuartel general, exponiendo el tema de la partida del Sha y su no regreso, y el ayatolá Jomeini anunciando la república y Bakhtiar ' s intención de cambiar el sistema de gobierno a una república
Hossein Fardoust presenta a Hushang Hatam, el autor de la Declaración de Neutralidad del Ejército.
Houchang Nahavandi, expresidente de la Universidad de Teherán, afirma que Hatam, como patrocinador y sucesor del Estado Mayor General del Ejército, quería tratar con severidad a la oposición, lo que no fue aprobado por el Shah.
Después de la victoria de la Revolución de 1979, el General Hatam trabajó con Mohammad-Vali Gharani como Jefe Adjunto del Estado Mayor del Ejército Nacional. Se retiró después de un tiempo y se retiró el 22 de marzo de 1979 Fue trasladado a la prisión de Qasr. Inicialmente fue sentenciado a tres años de prisión, y luego fue sentenciado a muerte por un oficial de artillería de primera instancia de la 1.ª División de Artillería. Fue ejecutado en 13 de julio de 1980.